# Грейсон (Каліфорнія)
Грейсон (англ. Grayson) — переписна місцевість (CDP) в США, в окрузі Станіслаус штату Каліфорнія. Населення — 1041 особа (2020).

## Географія
Грейсон розташований за координатами 37°34′46″ пн. ш. 121°11′1″ зх. д. / 37.57944° пн. ш. 121.18361° зх. д. (37.579542, -121.183684).  За даними Бюро перепису населення США в 2010 році переписна місцевість мала площу 6,60 км², уся площа — суходіл. В 2017 році площа становила 0,58 км², уся площа — суходіл.

## Демографія
Згідно з переписом 2010 року, у переписній місцевості мешкали 952 особи в 250 домогосподарствах у складі 217 родин. Густота населення становила 144 особи/км².  Було 280 помешкань (42/км²).
Расовий склад населення:
| - 47,8 % — білих - 1,8 % — чорних або афроамериканців - 0,4 % — корінних американців - 0,3 % — азіатів - 43,8 % — осіб інших рас |

До двох чи більше рас належало 5,9 %. Частка іспаномовних становила 86,0 % від усіх жителів.
За віковим діапазоном населення розподілялося таким чином: 33,4 % — особи молодші 18 років, 59,7 % — особи у віці 18—64 років, 6,9 % — особи у віці 65 років та старші. Медіана віку мешканця становила 29,0 року. На 100 осіб жіночої статі у переписній місцевості припадало 114,4 чоловіків;  на 100 жінок у віці від 18 років та старших — 108,6 чоловіків також старших 18 років.
Середній дохід на одне домашнє господарство  становив 45 102 долари США (медіана — 27 188), а середній дохід на одну сім'ю — 50 901 долар (медіана — 35 326). Медіана доходів становила 36 141 долар для чоловіків та 41 534 долари для жінок. За межею бідності перебувало 20,6 % осіб, у тому числі 16,2 % дітей у віці до 18 років та 0,0 % осіб у віці 65 років та старших.
Цивільне працевлаштоване населення становило 294 особи. Основні галузі зайнятості: виробництво — 19,0 %, будівництво — 12,9 %, науковці, спеціалісти, менеджери — 12,6 %.